# 生命堂
生命堂是中国武汉一座已被拆除的重要教堂，位于武昌区汉阳门。
武昌是瑞典行道会在华总部，该会在武昌兴建了三座教堂（道路堂、真理堂、生命堂），生命堂是中心教堂。该堂兴建于1918年。陈崇桂牧师常在此讲道。
1958年武汉基督教实行联合礼拜，生命堂为武昌唯一保留的教堂，直至1966年文化大革命爆发。此后生命堂被工厂占用，一直没有归还教会。生命堂已经毁于1990年代。